# 수프리야티 수토노
수프리야티 수토노(인도네시아어: Supriyati Sutono, 1972년 6월 24일~)는 인도네시아의 은퇴한 육상 선수로 장거리달리기에서 활약했다. 그녀는 인도네시아 국가 기록을 세웠고 3000m 기록 보유자로 남아있다. 그녀는 2004년 하계 올림픽에서 자신의 나라를 대표했다.
그녀는 1998년 아시안 게임 5000m 경기에서 우승하면서 인도네시아 최초의 여자 선수 금메달리스트가 되었다.

## 경력
그녀는 2004년 아테네 올림픽때 인도네시아 올림픽 대표팀으로 선발되었다. 그녀는 예선에서 16분34.14초로 19위를 했다.